# Terminsforretning
En terminsforretning eller terminshandel er en handel, hvor handelsbetingelserne aftales nu, men gennemføres på et senere aftalt tidspunkt. Terminshandler bruges i mange sammenhænge eksempelvis ved køb af valuta.
Hvis man har aftalt en fast kurs på en obligation, eksempelvis i forbindelse med en hushandel, kaldes terminsforretningen for en kurskontrakt.
| Økonomi | Spire Denne artikel om økonomi er en spire som bør udbygges. Du er velkommen til at hjælpe Wikipedia ved at udvide den. |